# کازوزا
اگنور میراندا آراهو نتو که بیشتر با نام کازوزا (به پرتغالی: Cazuza با تلفظ پرتغالی:[kaˈzuzɐ]؛ ۴ مارس ۱۹۵۸ – ۷ ژوئیه ۱۹۹۰) شناخته می‌شود یک خواننده و ترانه سرای اهل برزیل متولد ریو دو ژانیرو بود. او یکی از بهترین نمایندگان موسیقی راک برزیلی به‌شمار می‌رود. طی ۹ سال زندگی حرفه‌ای او بیش از ۵ میلیون آلبوم به فروش رساند.

## بزرگداشت
در سال ۲۰۰۴ یک فیلم از زندگی او با بازی دانیل دی اولیویرا و کارگردانی ساندرا ورنکک به نام «کازوزا - زمان متوقف نمی‌شود» (به پرتغالی: Cazuza: O Tempo não Para) ساخته شد.
موتور جستجوی گوگل روز ۴ آوریل ۲۰۱۶، لوگوی گوگل دودل خود را به مناسبت ۵۸مین سالگرد تولد او تغییر داد.